# 馬魯巴
馬魯巴（英語：Electoral district of Maroubra）是澳洲雪梨東部郊區的海濱郊區，距離雪梨中心商業區東南10公里，屬於蘭域市管轄。馬魯巴是蘭域市面積最大和人口最多的轄區。